# Simple comme Sylvain
Pour plus de détails, voir Fiche technique et Distribution.
Simple comme Sylvain est un film franco-québécois réalisé par Monia Chokri, sorti en 2023.
Le film est récompensé comme meilleur film étranger aux César 2024.

## Synopsis
Sophia, professeure d'université à la vie confortable et vivant une relation stable mais peu excitante avec Xavier depuis une dizaine d'années, voit sa vie bouleversée lorsqu'elle rencontre Sylvain, un entrepreneur dans la construction que le couple engage pour rénover leur chalet.

## Fiche technique
Sauf indication contraire, les informations mentionnées dans cette section peuvent être confirmées par les bases de données cinématographiques IMDb, Allociné et Unifrance,  présentes dans la section « Liens externes ».
- Titre original et francophone : Simple comme Sylvain
- Réalisateur et scénario : Monia Chokri
- Musique : Émile Sornin (avec son groupe Forever Pavot)
- Direction artistique : Colombe Raby
- Décors : Kimberley Thibodeau
- Costumes : Guillaume Laflamme
- Photographie : André Turpin
- Son : François Grenon
- Montage : Pauline Gaillard
- Production : Sylvain Corbeil et Nancy Grant
  - Coproduction : Nathanaël Karmitz
- Sociétés de production : Metafilms et MK2 Productions, en association avec les SOFICA Cinémage 17 et Arte-Cofinova 19
- Sociétés de distribution : Immina Films (Québec) ; Memento Distribution (France) ; Frenetic Films (Suisse romande)
- Pays de production :  Canada,  France
- Langue originale : français québécois
- Format : couleur – 1,85:1 – son 5.1
- Genre : comédie dramatique, romance
- Durée : 110 minutes
- Dates de sortie :
  - France : 18 mai 2023 (festival de Cannes) ; 8 novembre 2023 (sortie nationale)[2]
  - Canada : 7 septembre 2023 (festival de Toronto) ; 22 septembre 2023 (sortie nationale)
  - Belgique : 22 novembre 2023
  - Suisse romande : 29 novembre 2023

## Distribution
Sauf indication contraire, les informations mentionnées dans cette section peuvent être confirmées par les bases de données cinématographiques IMDb et Allociné,  présentes dans la section « Liens externes ».
- Magalie Lépine-Blondeau : Sophia
- Pierre-Yves Cardinal : Sylvain Tanguay
- Francis-William Rhéaume : Xavier, l'ancien compagnon de Sophia
- Monia Chokri : Françoise, l'amie de Sophia
- Steve Laplante : Philippe, le mari de Françoise
- Micheline Lanctôt : Madeleine, la mère de Sophia
- Guillaume Laurin : Olivier, le frère de Sophia
- Linda Sorgini : Guylaine, la mère de Sylvain
- Mathieu Baron : Kevin, le frère de Sylvain
- Christine Beaulieu : Karine, l'épouse de Kevin
- Marie-Ginette Guay : Sylvie, la mère de Xavier
- Guy Thauvette : Pierre, le père de Xavier
- Jade De Bruto : Sun, la première petite amie d'Olivier
- Karelle Tremblay : Camelia, la deuxième petite amie d'Olivier
- Lubna Playoust : Joséphine, la nouvelle petite amie de Xavier
- Johanna Toretto : Vanessa, la cousine de Sylvain
- Jordan Arseneault : Drew, l'ami gay

## Production

### Genèse et développement
Début mars 2019, Monia Chokri se concentre sur le scénario de son long métrage Simple comme Sylvain.
En mai 2022, elle prépare son troisième film, produit par Sylvain Corbeil et Nancy Grant de Métafilms, ayant obtenu le soutien financier de la SODEC et Telefilm, en compagnie de la société française MK2 Productions. Elle avait « envie de filmer une histoire d’amour. Il y a un sujet obsessionnel dans mon travail jusqu’à maintenant : l’impossibilité, l’empêchement de l’amour. Dans La Femme de mon frère (2019), il s’agissait d’une relation frère-sœur. Je voulais poursuivre cette recherche car elle est sans fin. Mais ce qui m’intéressait aussi, c’était de filmer deux mondes qui se rencontrent. Que se passe-t-il si, deux personnes qui ont un vrai potentiel amoureux, sont issues de milieux complètement différents ? ».

### Tournage
Le tournage a lieu en dehors de Montréal, à l'automne 2022.

## Accueil

### Sortie et promotion
Simple comme Sylvain est présenté pour la première fois en mai 2023 au Festival de Cannes dans la sélection « Un Certain Regard ».
Alors que la sortie dans les salles françaises est initialement prévue le 27 septembre 2023, le distributeur du film, Memento, décide de décaler la sortie au 8 novembre 2023.

### Accueil critique
En France, le site Allociné propose une moyenne de 3,7⁄5, d'après l'interprétation de 31 critiques de presse.

## Distinctions

### Récompenses
- Festival du film de Cabourg 2023 : grand prix du jury et prix de la jeunesse
- César 2024 : meilleur film étranger pour Monia Chokri
- Festival International du Film de Comédie de Liège 2023: grand prix

### Nominations et sélections
- Festival de Cannes 2023 : sélection « Un Certain Regard », également en compétition pour la Queer Palm
- Festival international du film de Toronto 2023 : sélection en section « Centrepiece »